# 예우게니스 사프로넨코
예우게니스 사프로넨코(라트비아어: Jevgēņijs Saproņenko, 1978년 11월 11일~)는 라트비아의 은퇴한 체조 선수이다. 
그는 1999년과 2001년 세계 체조 선수권 대회 도마 부문에서 은메달을 땄고 2004년 하계 올림픽에서 은메달을 땄다.

## 인물 정보
예우게니스 사프로넨코는 1978년에 리가에서 태어났다. 그는 1985년에 체조를 시작했다. 그는 2000년 유럽 선수권 대회에서 9위를 했다. 
사프로넨코는 2004년 아테네 올림픽에서 은메달을 땄다. 

## 참조
1. ↑  “올림픽 성적”. 2012년 12월 17일에 원본 문서에서 보존된 문서. 2016년 11월 1일에 확인함.